# Hygrosoma
Hygrosoma is een geslacht van zee-egels uit de familie Echinothuriidae.

## Soorten
- Hygrosoma hoplacantha (Thomson, 1877)
- Hygrosoma luculentum (A. Agassiz, 1879)
- Hygrosoma petersii (A. Agassiz, 1880)